# 顧悅之
顾悦之（320年—4世纪），或名顾悦，字君叔，东晋晋陵郡无锡县（治今江苏省无锡市）人。顾恺之的父亲。
顾悦之年轻时有义行，为殷浩故吏。初任州别驾，与司马昱同年而头发早白，司马昱问他缘故，他回答：“松柏之姿，经霜犹茂；蒲柳常质，望秋先零。”司马昱同意他说的。殷浩被黜后去世，上疏建议复殷浩本官。殷浩亲故多认为不合适，顾悦之心意绝决。皇帝下诏追复殷浩本官。顾悦之官至尚书右丞，后来去世。